# 大春日氏主
大春日 氏主（おおかすが の うじぬし、生没年不詳）は、平安時代前期の貴族。姓は朝臣。

## 経歴
元慶6年（882年）1月、権暦博士で従五位下に昇叙した。他の事績は不明。

## 官歴
『日本三代実録』による。
- 時期不詳：権暦博士
- 元慶6年（882年）1月7日：従五位下